# Подлинная история банды Келли (фильм, 1906)
«Подлинная история банды Келли» (англ. The Story of the Kelly Gang) — немой фильм австралийского кинематографиста Чарльза Тейта (англ.). Считается первым полнометражным фильмом в истории мирового кино. Он посвящён жизни Неда Келли, знаменитого австралийского разбойника.
Сохранилось только около 17 минут от семидесятиминутного фильма. В 2007 году он был включён в список «Память мира» ЮНЕСКО как первый полнометражный фильм в истории.

## Показы
Первая демонстрация состоялась в Мельбурне 26 декабря 1906 года. Семидесятиминутная длина фильма была беспрецедентной для того времени. Затем в течение двадцати лет проводились показы в Австралии, а также Новой Зеландии и Великобритании.

## В ролях
- Фрэнк Миллс — Нед Келли
- Сэм Крюс — Дэн Келли
- Джон Форд — Дэн Келли
- Джек Эннис — Стив Харт
- Норман Кемпбелл — Стив Харт
- Вилл Койн — Джо Бирн
- Джон Тейт — школьный учитель
- Элизабет Тейт — Кейт Келли